# Dzieła Edwarda Flataua
Edward Flatau (1868–1932) był polskim neurologiem, autorem ponad 100 publikacji w językach: polskim, niemieckim, francuskim i rosyjskim. Poniżej znajduje się chronologicznie uporządkowana lista większości jego dzieł. O ile nie zaznaczono inaczej, jedynym autorem jest Edward Flatau.
1894
- Atlas des menschlichen Gehirns und des Faserverlaufes. Mit einem Vorwort von E. Mendel. Berlin: S. Karger, 1894. Brak numerów stron w książce
- Atlas of the human brain and the course of the nerve-fibres, by Edward Flatau, with a preface by E. Mendel. Translated by William Nathan and John H. Carslaw. Glagow: F. Bauermeister, 1894. Brak numerów stron w książce
- Atlas du cerveau humain et du trajet des fibres nerveuses, translated by William James. Berlin-Paris: Karger-Carré, 1894. Brak numerów stron w książce
- Атлас мозга человека: Поверхность, разрезы и ход волокон Д-ра Эдуарда Флятау; С предисл. проф. Е. Mendel'я. Берлин: С. Каргер, 1894
- Korespondencja z Berlina. Lekarze szpitalni. „Zdrowie”. 10 (2), s. 57–58, 1894.
- O stosunkach zdrowotnych w Berlinie pod wpływem środków hygjenicznych. „Zdrowie”. 10 (1), s. 17–21, 1894.
- O surowicy antydyfterytycznej. Korespondencya z Berlina. „Gazeta Lekarska”. 29 (44, 46, 49, 50), s. 1199–1201; 1253–1256; 1334–1338; 1361–1364, 1894.
- Pierwszy niemiecki kongres gier dla młodzieży i ludu. „Zdrowie”. 10 (3), s. 104–107, 1894.
- Statystyka gruźlicy. „Zdrowie”. 10 (6), s. 236–240, 1894.

1895
- Atlas mózgu człowieka i przebiegu włókien. Z przedmową prof. dr E Mendela. Berlin: Nakładem S. Kragera. Druk. W.L. Anczyca i Sp. w Krakowie, 1895. Brak numerów stron w książce
- Ueber die zweckmässige Anwendung der Golgi’schen Sublimatmethode für die Untersuchung des Gehirns des erwachsenen Menschen. „Archiv für mikroskopische Anatomie”. 45, s. 158–162, 1895. DOI: 10.1007/BF02911280.
- Nauka o neuronach. „Gazeta Lekarska”. 30 (27, 28), s. 679–686, 708–715, 1895.
- O surowicy antydyfterytycznej. „Gazeta Lekarska”. 30 (1), s. 22–25, 1895.
- O właściwem zastosowaniu metody sublimatowej Golgi′ego przy badaniu mózgu dorosłego człowieka. „Gazeta Lekarska”. 30 (10), s. 245-247, 1895.
- Ueber die Neuronenlehre. „Zeitschrift für klinische Medicin”. 28 (1-2), s. 51–65, 1895.
- Ueber die photographischen Aufnamen der frischen anatomischen Praparate, speziell des Gehirns. „Internationale medizinisch-photographische Monatschrift”. 2 (4), s. 97–102, 1895.
- Ueber Färbung von Nervenpräparaten. „Deutsche Medizinische Wochenschrift”. 21 (13), s. 212–214, 1895. DOI: 10.1055/s-0029-1199722.

1896
- Gad J, Flatau E. Ueber die hohe Rückenmarksdurchtrennung bei Hunden. „Neurologisches Centralblatt”. 15 (4), s. 147–154, 1896.
- Ueber Hamatomyelie. „Zeitschrift für klinische Medicin”. 31 (3-4), s. 175–200, 1896.
- Einige Betrachtungen über die Neuronenlehre im Anschluss an frühzeitige, experimentell erzeugte Veränderungen der Zellen des Oculomotoriuskerns. „Fortschritte der Medizin”. 14, s. 201–225, 1896.

1897
- Badania doświadczalne i patologiczno-anatomiczne nad przebiegiem włókien w rdzeniu pacierzowym. Prawo ośrodkowego układu dróg długich w rdzeniu. „Nowiny Lekarskie”. 9 (2), s. 79–99, 1897.
- Goldscheider A., Flatau E.. Beitrage uber die Pathologie der Nervenzellen. „Fortschritte der Medizin”. 7, 1897.brak numeru strony
- Flatau E., Jacobsohn L.. XII. Internationaler medicinischer Congress Zu Moskau. „Archiv für Psychiatrie und Nervenkrankheiten”. 30 (1), s. 295–322, 1897. DOI: 10.1007/BF02036441.
- Beitrag zur technischen Bearbeitung des Centralnervensystems. „Anatomischer Anzeiger”. 13 (12), s. 323–329, 1897.
- Das Gesetz der excentrischen Lagerung der langen Bahnen im Ruckenmark. „Zeitschrift für klinische Medizin”. 33 (1-2), s. 55–152, 1897.
- Das Gesetz der excentrischen Lagerung der langen Bahnen im Rückenmark. „Sitzungsberichte der Koniglich Preussischen Akademie der Wissenschaften zu Berlin, Sitzung der physikalisch-mathematischen Classe”, s. 374–385, 1897.
- Neue experimentelle Arbeiten ueber die Pathologie der Nervenzelle. „Fortschritte der Medizin”. 15, s. 281–296, 1897.
- Peripherische Facialislähmung mit retrograder Neurondegeneration. Ein Beitrag zu der normalen und pathologischen Anatomie der Nn. facialis, cochlearis und trigeminus. „Zeitschrift für klinische Medizin”. 32 (3–4), s. 280–302, 1897.
- Ueber Veränderungen des menschlichen Rückenmarks nach Wegfall grösserer Gliedmaassen. „Deutsche Medizinische Wochenschrift”. 23 (18), s. 278-279, 1897.
- Gad J., Flatau E.. Ueber die grossere Localisation der fuer verschiedene Korpertheile bestimmten motorischen Bahnen im Ruckenmark. „Neurologisches Centralblatt”. 16 (11), s. 481–488, 1897.
- Goldscheider A., Flatau E.. Beiträge zur Pathologie der Nervenzelle. „Fortschritte der Medizin”. 15 (7), s. 241, 609, 1897.

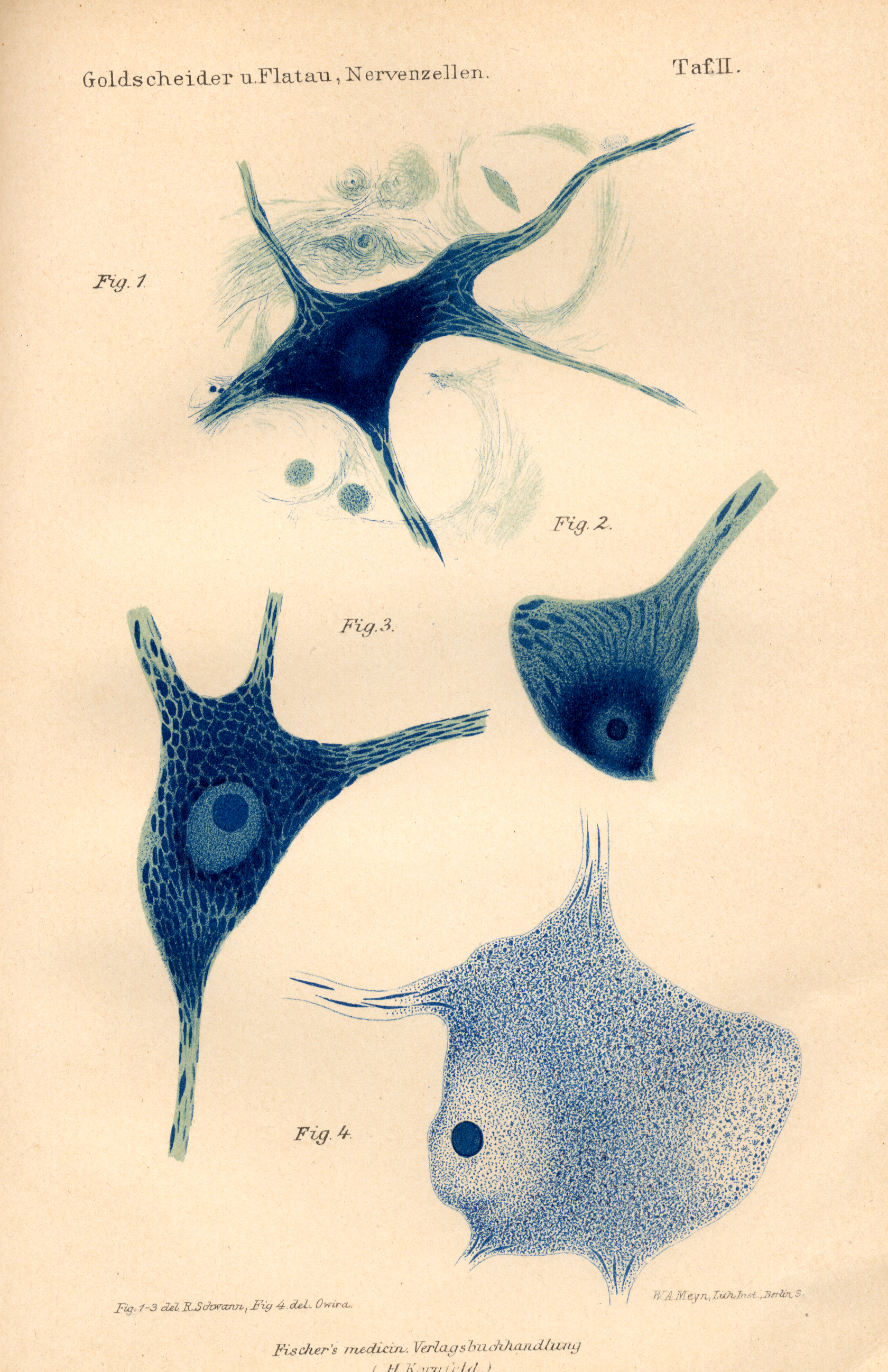
Ilustracja komórek nerwowych z książki Goldscheidera i Flataua z 1898 roku

- Goldscheider J., Flatau E.. Tężec, surowica i komórki nerwowe. „Kronika Lekarska”. 18 (14), s. 653–655, 1897.
- Goldscheider J., Flatau E.: Ueber die Pathologie der Nervenzellen. W: Comptes rendus de la Congres Internat, de Medecine, 1897. Moscou. T. IV. Sect. 7. 1899, s. 257–260.

1898
- Goldscheider J., Flatau E.. Ueber die Ziele der modernen Nervenzellenforschungen. „Deutsche Medizinische Wochenschrift”. 24 (11), s. 165–167, 1898.
- Goldscheider A, Flatau E.. Ueber Hämatomyelie. „Zeitschrift für klinische Medizin”. 31 (3-4), s. 175-200, 1898.
- Goldscheider A, Flatau E.: Normale und Pathologische Anatomie der Nervenzellen (auf Grund der neueren Forschungen). Berlin: Verlag von Fischer's Medicin, 1898. Brak numerów stron w książce
- A. Goldscheider, E. Flatau. Kleinere Mittheilung. „Deutsche Zeitschrift für Nervenheilkunde”. 14 (1-2), s. 176–177, 1898. DOI: 10.1007/BF01669142.
- Goldscheider A., Flatau E.. Beitrage zur Pathologie der Nervenzelle. „Fortschritte der Medizin”. 16, s. 211, 1898.
- Goldscheider A, Flatau E. O celach najnowszych badań nad komórkami nerwowemi. „Kronika lekarska”. 19 (7, 8), s. 295–299, 347–350, 1898.
- Międzynarodowy zjazd w Berlinie dla badania trądu. „Kronika Lekarska”. 19 (1), s. 30–33, 1898.
- Goldscheider, Flatau. Weitere Beiträge zur Pathologie der Nervenzelle. II. Ueber Veränderungen der Nervenzellen im Fieber. „Fortschritte der Medizin”. 16 (4), s. 124–126, 1898.
- Zakon ekscentriczeskago raspolożenija dlinnych putej w spinnom mozgu. Dissertacija (Закон эксцентрического расположения длинных путей п спинном мозгу). Moskwa: 1898. Brak numerów stron w książce

1899
- Ustrój nerwowy w świetle najnowszych badań (Rzecz przeznaczona na odczyt na VIII Zjeździe lekarzy i przyrodników polskich w Poznaniu). „Nowiny Lekarskie”. 11 (1), s. 1-14, 1899.
- Ueber die Localisation der Rückenmarkscentren für die Musculatur des Vorderarmes und der Hand beim Menschen. „Archiv für Physiologie: Physiologische Abteilung”, s. 112–119, 1899.

- Supplement zur ersten Auflage vom Atlas des menschlichen Gehirns und des Faserverlaufes: II. Mikroskopischer Theil, Berlin: Karger, 1899. Brak numerów stron w książce
- Flatau E, Jacobsohn L: Handbuch der Anatomie und vergleichenden Anatomie des Centralnervensystems der Säugetiere; I. Makroskopischer Teil. Berlin: Karger, 1899. Brak numerów stron w książce
- Remak E.J., Flatau E.: Neuritis und Polyneuritis. Carl Wilhelm Hermann Nothnagel (Hrsg.). Wien: A. Hölder, 1899-1900, seria: Handbuch der speziellen Pathologie und Therapie. Brak numerów stron w książce
- Goldscheider A., Flatau E.. Bemerkung zu der kritischen Besprechung unseres Buches: „Normale und pathologische Anatomie dei Nervenzellen auf Grund der neueren Forschungen” seitens des Herrn F. Nissl. „Deutsche Zeitschrift für Nervenheilkunde”. 14 (1-2), s. 176–177, 1898.

1900
- Flatau E., Sawicki B. Przyczynek do chirurgji doświadczalnej w dziedzinie nerwów obwodowych. „Gazeta Lekarska”. 20, s. 996–1001, 1900.
- O ostrych zapalnych cierpieniach mózgowia. W: Dziennik IX Zjazdu lekarzy i przyrodników polskich w Krakowie. T. 5. 1900, s. 164.
- O zapaleniu mózgu. Warszawa: 1900, s. 133–163, seria: Odczyty kliniczne. Serya XII.
- IX Zjazd Lekarzy i Przyrodników Polskich, Kraków, 24 lipca. „Prawda”. 20 (31), s. 368–369, 1900.
- Uszkodzenie rdzenia pacierzowego ze specyalnem uwzględnieniem odruchów.. W: Flatau E., Leśniowski A.: Dziennik IX Zjazdu lekarzy i przyrodników polskich w Krakowie. T. 4. Kraków: 1900, s. 81.
- Badania doświadczalne i drobnowidowe z dziedziny chirurgii nerwów obwodowych.. W: Flatau E, Sawicki B: Dziennik IX Zjazdu lekarzy i przyrodników polskich w Krakowie. Kraków: 1900, s. 138–139.
- Flatau E., Skłodowski J. Przypadek bezładu połowicznego na skutek urazu (wstrząsu rdzenia). „Czasopismo Lekarskie”. 2 (7), s. 241–245, 1900.

1901
- Neurologische Briefe aus Polen. „Fortschritte der Medizin”. 19, s. 477-481, 868-876, 1901.
- Sen. Szkic biologiczny, Prawda, 1901
- Flatau E, Koelichen J. O zapaleniu rdzenia. Kronika Lekarska 22 (13, 14, 15, 16, 17, 18, 19, 20, 21, 22, 23, 24), 1901
- Flatau E, Koelichen J. O zapaleniu rdzenia. Pamiętnik Towarzystwa Lekarskiego Warszawskiego, 1901
- Anatomja i fizjologja układu nerwowego. W: Poradnik dla samouków. Część I. Warszawa 1901 ss. 455–484
- Czucie i ruch. „Wszechświat”. 20 (23, 24), s. 353–358, 371–378, 1901.
- Flatau E., Koelichen J.. O stwardnieniu rozsianem (sclerosis multiplex), przebiegającem pod postacią zapalenia rdzenia poprzecznego (myelitis transversa). „Medycyna”. 29 (39, 40, 41, 42, 43), s. 857-861; 879-883; 901-905; 927-931; 948-955, 1901.
- Flatau E., Sawicki B.. Wyniki badań doświadczalnych z dziedziny plastyki nerwów obwodowych. „Pamiętnik Towarzystwa Lekarskiego Warszawskiego”. 97 (1), 1901.brak numeru strony

1902
- Flatau E., Koelichen J.. Über die unter dem Bilde der Myelitis transversa verlaufende multiple Sklerose. „Deutsche Zeitschrift für Nervenheilkunde”. 22, 1902. DOI: 10.1007/BF01668802.
- Budowa rdzenia w świetle badań nowożytnych. „Kronika Lekarska”. 4, 1902.brak numeru strony

1904
- XXII. Secundäre Degenerationen im Rückenmark. W: Handbuch der Pathologischen Anatomie des Nervensystems. Flatau E., Jacobsohn L., Minor L. (Hrsg.). Berlin: S. Krager, 1904, s. 950–985. DOI: 10.1159/000382470.
- XXXIV. Pathologische Anatomie des Tetanus. W: Handbuch der Pathologischen Anatomie des Nervensystems. Flatau E., Jacobsohn L., Minor L. (Hrsg.). Berlin: S. Krager, 1904, s. 1289–1302. DOI: 10.1159/000382455.
- Flatau E., Koelichen J. Demonstracja nowotworów śródpiersia. „Pamiętnik Towarzystwa Lekarskiego Warszawskiego”, 1904.brak numeru strony

1905
- Flatau E., Sterling W. O nowotworach rdzenia: (przypadek operowanego nowotworu rdzenia zewnątrzrdzeniowego, przebiegającego bez bólów dotkliwych). Medycyna 33 (15 16, 17, 18, 19, 20, 21, 22), 1905
- Flatau E., Koelichen J.. O rozsianych sprawach zapalnych w ośrodkowym układzie nerwowym : (sclerosis multiplex - Myelitis disseminata). „Medycyna”. 33 (36, 37, 38, 39, 42, 43), s. 732-735; 757-761; 779; 800-804; 863-866; 880; 904, 1905.

1906
- Flatau E., Sterling W. O  nowotworach rdzenia, Medycyna (1906)
- Flatau E., Koelichen J. Nowotwór śródpiersia i rdzenia ( O powstawaniu rozsianych drobnych ognisk naczyniowo-sklerotycznych w rozmaitych cierpieniach rdzenia i o pochodzeniu ciałek amyloidowych). Medycyna 34 (39, 40, 41, 42, 43), s. 727-730, 750-756, 769-772, 795-797, 812-816, 1906
- Flatau E., Koelichen J., Skłodowski J. O wieloogniskowych sprawach zapalnych w ośrodkowym układzie nerwowym. „Medycyna”. 35 (46, 47, 48, 49, 50, 51), 1906.brak numeru strony
- E. Flatau, W. Sterling. Ein Beitrag zur Klinik und zur Histopathologie der extramedullären Rückenmarckstumoren (Ein Fall Ton extramedullärem Rückenmarkstumor, welcher ohne wesentliche Schmerzen verlief). „Deutsche Zeitschrift für Nervenheilkunde”. 31 (3-4), s. 199–223, 1906. DOI: 10.1007/BF01672116.
- Über die Pyramidenbahnen. Polnisches Archiv für biologische und medicinische Wissenschaften, 1906
- O szlakach piramidowych. Polskie Archiwum Nauk Biologicznych i Lekarskich, 1906
- Flatau E., Koelichen J.. Carcinoma ossis frontalis, parietalis et cerebelli bei einem 17jährigen Mädchen, als Metastase eines Adenoma colloides glandulae thyreoideae. „Deutsche Zeitschrift für Nervenheilkunde”. 31 (3-4), s. 177–198, 1906. DOI: 10.1007/BF01672115.
- Flatau E., Koelichen J. Rak kości skroniowej, potylicowej i móżdżku u 17-letniej dziewczyny, jako przerzut gruczolaka koloidalnego gruczołu tarczowego. Medycyna 34 (6, 7, 8, 9, 10, 11), 1906

1908
- Flatau E., Zylberlast N.. Beitrag zur chirurgischen Behandlung der Rückenmarkstumoren. „Deutsche Zeitschrift für Nervenheilkunde”. 35 (3-4), s. 334–351, 1908. DOI: 10.1007/BF01667263.
- Flatau E., Zylberlast N. Przyczynek do chirurgicznego leczenia nowotworów rdzenia. Medycyna i Kronika Lekarska, 1908

1909
- „O nowotworach rdzenia” W: Księga jubileuszowa Doktora Bronisława Sawickiego. Warszawa: C. Barszczewski, 1909 s. 16–157
- Pokaz preparatu anatomicznego ropnia móżdżku, pochodzącego z zatoki klinowej przebiegającego pod postacią nowotworu. Sekcja neurolog. przy Warsz. Tow. Lek.
- Pokaz preparatu nowotworu rdzenia. Sekcja neurolog, przy Warsz. Tow.  Lek. 1909
- Flatau, E. i Wł. Sterling. Pokaz przypadku zajęcia  arteriae  cerebelli infer. Dextr.) Sekcja neu¬rolog. przy  Warsz.  Tow.  Lek. 1909
- Flatau, E. i Wł. Sterling, Przypadek padaczki pochodzenia miażdżycowego.   Sekcja neurol. przy Warsz. Tow. Lek.  1909
- Flatau E, Sterling W. Przypadek ogniskowego cierpienia  opuszkowego.  (Tombosis    arteriae cerebelli infer.  post.  dext. Sekcja Neur. przy  Warsz.  Tow.  Lek. 1909
- Flatau E, Zylberlast N. Przypadek nowotworu rdzenia z pomyślnym  wynikiem  operowany. Sekcja neur. przy Warsz. Tow. Lek (1909)

1910
- Die motorische, sensible unde Reflex-Segmentierung im Ruckenmark, strony 623-684 (rozdział w podręczniku: Handbuch der Neurologie, Erster Band, Allgemeine Neurologie Zweiter Teil, M. Lewandowsky (Hrsg.); IV. Allgemeine Pathologie, Symtomatologie und Diagnostik des Nervensystems, V. Allgemeine Therapie, Berlin, J. Springer, 1910, ss. 453-1608
- O nowotworach  mózgu  o  ostrym  i śmiertelnym przebiegu. Neurologia Polska 1 (1910)
- Tumeurs de la moelle épinière et de la colonne vertebrale. „Nouvelle iconographie de la Salpêtrière”. 23 (5), s. 47-87, 1910.
- Flatau E., Sawicki B. O żebrze szyjnem. Przegląd Chirurgiczny i Ginekologiczny 3 (1, 2), s. 29-88, 181-208, 1910
- Flatau E., Sawicki B. O żebrach szyjnych. W: Ciągliński A. (red). Prace 1-go Zjazdu neurologów, psychiatrów i psychologów polskich odbytego w Warszawie 11–12–13 października 1909 r. Warszawa: E. Wende i sp., 1910 ss. 426–428

1911
- Wirbel- und Rückenmarksgeschwülste. W: Handbuch der Neurologie. Zweiter Band: Spezielle Neurologie I. M. Lewandowsky (Hrsg.). Berlin: J. Springer, 1911, s. 616–684.
- Der Rückenmarksabsceß. W: Handbuch der Neurologie. Zweiter Band: Spezielle Neurologie I. M. Lewandowsky (Hrsg.). Berlin: J. Springer, 1911, s. 685–693.
- Flatau E., Koelichen J.. O patogenezie stwardnienia rozsianego (Sclerosis Multiplex). „Neurologia Polska”. 2, 1911.brak numeru strony
- Flatau E., Koelichen J.. Ueber die multiple Sklerose (Multiple sclerosis). „Archiv fur mikroskopische Anatomie”. 78, s. 103-143, 1911. DOI: 10.1007/BF02978979.
- Flatau E, Wł. Sterling. O myoklonji objawowej w cierpieniach organicznych ośrodkowego układu nerwowego u dzieci. Neurologja Polska,  38 stron (1911)
- Flatau E, Sterling W. Postępujący torsyjny kurcz u dzieci. Neurologia Polska 2, 41 ss (1911)
- Flatau E., Sterling W.. Progressiver Torsionsspasmus bei Kindern. „Zeitschrift für  die gesamte Neurologie und Psychiatrie”. 7 (1), s. 586-612, 1911. DOI: 10.1007/BF02865155.
- Szematy czucia. Warszawa: E. Wende i Spółka, 1911

1912
- Migrena. La Migraine. Warszawa: Nakładem Towarzystwa Naukowego Warszawskiego, 1912
- Die Migräne. Berlin: J. Springer, 1912.

1913
- Flatau E, Sterling W. O objawie rowka podrzepkowego. Neurologia Polska 3 (1913)
- Flatau E, Frenkel B. O drżączce obu rąk z odwodzeniem dłoni oraz jednostronnem kurczowem przekrzywieniem kręgosłupa. Neurol. Polska,  T III (1913)
- Flatau E, Frenkel B. Ueber das Zittern beider Hände mit deren Abduktion nebst einer einseitigen spastischen Skoliose. Neurologisches Centralblatt 32, ss. 950-957, 1913
- Flatau E, Handelsman J. O ropniach móżdżku,  doświadczalnie wywołanych i o neuronofagii leukocytowej. Neurologja Polska (1913)
- Flatau E., Sterling W.. Ueber symptomatische Myoklonie bei organischen Affektionen des zentralen Nervensystems bei Kindern (Nebst Bemerkungen ueber das Phaenomen des „Blinzeln-Nystagmus”). „Zeitschrift für die gesamte Neurologie und Psychiatrie”. 16 (1), s. 143-174, 1913. DOI: 10.1007/BF02868339.
- Flatau E, Sterling W. Ueber das Symptom der Subpatellardelle. Neurologisches Centralblatt 32, 1537–1542, 1913
- Flatau E., Handelsman J. Badania doświadczalne nad drętwicą karku. Pamiętnik Towarzystwa Lekarskiego Warszawskiego 109, 4, s. 374-37, 1913

1914
- Flatau E, Zylberlast N. Przypadek lewostronnej apraksji w połączeniu  z prawostronnemi ruchami rzekomo dowolnemi i z ogólnym niepokojem. Neurologia Polska 4 (1914)
- Flatau E., Sterling W. Przypadek wrodzonego niedorozwoju móżdżku.  Neurologja Polska 4 (1914)
- Flatau E., Sterling W. Przypadek kieratodermii na stopach i dłoniach. Neurologja Polska 4 (1914)

1915
- Neurologische Schemata für die ärztliche Praxis. Berlin: Verlag von Julius Springer, 1915. DOI: 10.1007/978-3-662-25261-1. Brak numerów stron w książce
- Flatau E., Handelsman J. Badania doswiadczalne nad nagminnem zapaleniem opon mózgowo-rdzeniowych. Gazeta Lekarska 50 (2, 3, 4), s. 13-16, 21-24, 29-32, 1915
- Metoda przepłukiwania przestrzeni podoponowych ośrodkowego układu nerwowego. Sprawozdania z posiedzeń Towarzystwa Naukowego Warszawskiego. Wydział nauk matematycznych i przyrodniczych 8 (3) s. 195-211, 1915

1916
- O  metodzie przepłukiwania przestrzeni podoponowych ośrodkowego układu nerwowego.  Pam. Tow. lek.  Warszawskiego.   T. CXI.(1916)
- Flatau E., Sterling W. Nowy objaw  w chromaniu przestankowem. Medycyna Nr 28, 1916
- Flatau E., Handelsman J.: Badania doświadczalne nad zapaleniem nagminnem opon mózgowo-rdzeniowych. W: Prace z pracowni neurobiologicznej Warszawskiego Towarzystwa Naukowego. T. 1. Warszawa: E.Wende i Spółka, 1916, s. 1–172.
- Flatau E., Handelsman J.. Experimentelle Untersuchungen zur Pathologie und Therapie der Meningitis cerebrospinalis epidemica. „Zeitschrift für die gesamte Neurologie und Psychiatrie”. 31 (1), s. 1–156, 1916. DOI: 10.1007/BF02910652.

1917
- Flatau E, Zylberlast N. O oddziaływaniu opon mózgowych na gruźlicę. Neurologia Polska 5 (1917)
- Flatau E, Zylberlast N. O oddziaływaniu opon mózgowych na gruźlicę. Sprawozdania z posiedzeń Towarzystwa Naukowego Warszawskiego 512-543, 1917

1918
- O krwotokach samoistnych do opon mózgowych. „Gazeta Lekarska”. 52 (29), s. 225–232, 1918.
- Flatau E, Zylberlastówna N.. O oddziaływaniu opon mózgowych na gruźlicę. „Gazeta Lekarska”. 52 (8, 9), s. 57-61, 68-71, 1918.

1919
- Badania doświadczalne nad guzami złośliwemi układu nerwowego ośrodkowego. W: Prace z pracowni neurobiologicznej. T. 2. Warszawa: E. Wende i Spółka, 1919. Brak numerów stron w książce
- Badania doświadczalne nad guzami złośliwymi układu nerwowego ośrodkowego. „Gazeta Lekarska”. 53 (15-16), s. 179-186, 1919.

1920
- O panującej u nas epidemji zapalenia mózgu i o trzech jej postaciach: letargicznej, dys- i aletargicznej. „Lekarz Wojskowy”. 1 (18–19), s. 40–57, 1920.

1921
- Le phénomène nuquo-mydriatique. „Revue neurologique”. 28, s. 1200-1205, 1921.
- Recherches expérimentales sur les tumeurs malignes du système nerveux central. „Revue neurologique”. 28, s. 987–999, 1921.
- Sur les hémorragies méningées idiopathiques. „Gazette des hôpitaux civils et militaires”. 94 (68), s. 1077–1081, 1921.
- Objaw karkowo-midrjatyczny. „Lekarz Wojskowy”. 2 (15), s. 449–456, 1921.
- Flatau E., Zilberlast-Zand N.. Sur la réaction des méninges contre la tuberculose. „Encéphale”. 16 (7), s. 283–288, 1921.

1922
- Flatau E., Sawicki B.. Cystis haemorragica intrudaris sacci spinalis. „Neurologja Polska”. 5, 1922.brak numeru strony
- Flatau E., Sawicki B.. Le neurofibrome cervical. „Encéphale”. 17 (10), s. 617–626, 1922.
- Sawicki B., Flatau E.. Przyczynek do chirurgii torbieli wewnątrzoponowych rdzenia. „Polski Przegląd Chirurgiczny”. 1 (1–2), s. 169–171, 1922.
- Szpital wobec potrzeb i nakazów nauki. „Kwartalnik Kliniczny szpitala Starozakonnych”. 1 (1), s. 2–6, 1922.

1923
- Le signe de l'érection. „Revue Neurologique”. 30, s. 116-120, 1923.
- O zespołach pozapiramidowych. Warszawa: Wydawnictwa Towarzystwa Naukowego Warszawskiego, 1923, seria: Monografje z Pracowni Neurobiologicznej. Brak numerów stron w książce
- O radioterapii guzów mózgu i rdzenia. „Kwartalnik Kliniczny Szpitala Starozakonnych”. 2 (4), s. 193-252, 1923.
- Objaw erekcyjny. „Kwartalnik Kliniczny Szpitala Starozakonnych”. 2 (3), s. 135-141, 1923.
- Ueber die extrapyramidalen Bewegungskomplexe. „Schweizer Archiv für Neurologie und Psychiatrie”. 13 (1–2), s. 233–250, 1923.

1924
- De la radiothérapie des tumeurs du cerveau et de la moelle. „Revue neurologique”. 31, s. 23–40, 176–191, 1924.
- O wpływie radjoterapji na guzy rdzenia, bez uprzedniego leczenia chirurgicznego. „Warszawskie Czasopismo Lekarskie”. 1 (10), s. 380–382, 1924.
- Flatau E., Sawicki B. Du traitement combiné (intervention chirurgicale suivie d′irradiation) des tumeurs malignes vertébrales et médullaires. „Lyon chirurgical”. 21 (1), s. 1-10, 1924.
- Flatau E., Sawicki B.. Kyste hémorragique intrudaral du sac spinal. „Revue Neurologique”. 32 (1), s. 589–596, 1924.

1925
- Sur la radiothérapie des tumeurs non opérées de la moelle. „Revue Neurologique”. 43, s. 311-321, 1925.
- Encephaloleucopathia scleroticans progressiva. „Neurologja Polska”. 7, s. 475–499, 1925.
- Encéphaloleucopathia sclerotisans progressiva. „Encephale”. 20, s. 475-499, 1925.
- Chromoneuroskopja (Doniesienie tymczasowe). „Warszawskie Czasopismo Lekarskie”. 2 (4), s. 125–127, 1925.
- De la valeur diagnostique du signe de l'érection dans la méningite tuberculeuse. „Revue Neurologique”. 32, s. 590-591, 1925.

1926
- Badania doświadczalne nad przepuszczalnością ośrodkowej berjery nerwowej. „Warszawskie Czasopismo Lekarskie”. 3 (5), s. 211-221, 1926.
- Recherches expérimentales sur la perméabilité de la barrière nerveuse centrale. Revue Neurologique 33, ss. 521-540, 1926
- La Chromoneuroscopie. „Revue Neurologique”. 33 (1), s. 5-10, 1926.
- O objawach mózgowych w gruźlicy podstawy czaszki. Neurologia Polska 9 (1926)
- Über die Hirnerscheinungen bei Tuberkulose der Schädelbasis. „Zeitschrift für die gesamte Neurologie und Psychiatrie”. 104 (1), s. 365–373, 1926. DOI: 10.1007/BF02864312.
- O chromoneuroskopowej próbie fuksynowej i o jej znaczeniu djagnostycznem w cierpieniach układu nerwowego. „Kwartalnik Kliniczny Szpitala Starozakonnych”. 5 (1), s. 7–19, 1926.
- Sur l’épreuve chromoneuroscopique à la fuchsine et sur sa signification diagnostique dans les affections du système nerveux. W: Sbornik posviashchennyi Vladimiru Mikhailovichu Bekhterevu k 40-letiiu professorskoi deiatelʹnosti 1885–1925. Leningrad, 1926  ss. 233–248

1927
- Über die differentialdiagnostische Bedeutung der chromoneuroskopischen S-Fuchsinprobe bei Nervenkrankheiten. „Zeitschrift für die gesamte Neurologie und Psychiatrie”. 110 (1), s. 215–222, 1927. DOI: 10.1007/BF02864495.
- O znaczeniu rozpoznawczem chromoskopowej próby fuksynowej w chorobach nerwowych. „Kwartalnik Kliniczny Szpitala Starozakonnych”. 6 (3), s. 177–186, 1927.

1928
- La méningite tuberculeuse chronique diffuse. „Encéphale”. 23 (7), s. 578-592, 1928.
- Sur le traitement de la méningite séreuse par la radiothérapie et les solutions hypertoniques. „Revue Neurologique”. 35, s. 675–685, 1928.

1929
- Sur l’épidémie d’inflammation disséminée du systéme nerveux en Pologne durant l’anuée 1928 et sur ses rapports avec l’encéphalite léthargique. Les atteintes du systéme nerveux au cours de certaines maladies infectieuses et les cas aigus de sclérose en plaques. „Encéphale”. 24 (7), s. 619-660, 1929.
- W sprawie epidemii zapalenia rozsianego układu nerwowego. „Lekarz Wojskowy”. 14 (1-4), s. 81-87, 1929.

1931
- O epidemii zapalenia rozsianego układu nerwowego w Polsce (1929-1931). Doniesienie II. „Warszawskie Czasopismo Lekarskie”. 8 (51), s. 1179-1185, 1931.